# 阿莱沃
阿莱沃（法語：Allèves，法語發音：[alɛv]）是法国上萨瓦省的一个市镇，位于该省西南部，和萨瓦省接壤，属于阿讷西区。

## 地理
阿莱沃（45°45'8"N, 6°4'49"E）面积8.81 平方千米，位于法国奥弗涅-罗讷-阿尔卑斯大区上萨瓦省，该省份为法国东部省份，历史上为薩伏依的一部分，北与瑞士接壤，西接安省，南至萨瓦省，东与瑞士和意大利接壤。
与阿莱沃接壤的市镇（或旧市镇、城区）包括：阿里特、屈西、格吕菲、莱绍。
阿莱沃的时区为UTC+01:00、UTC+02:00（夏令时）。

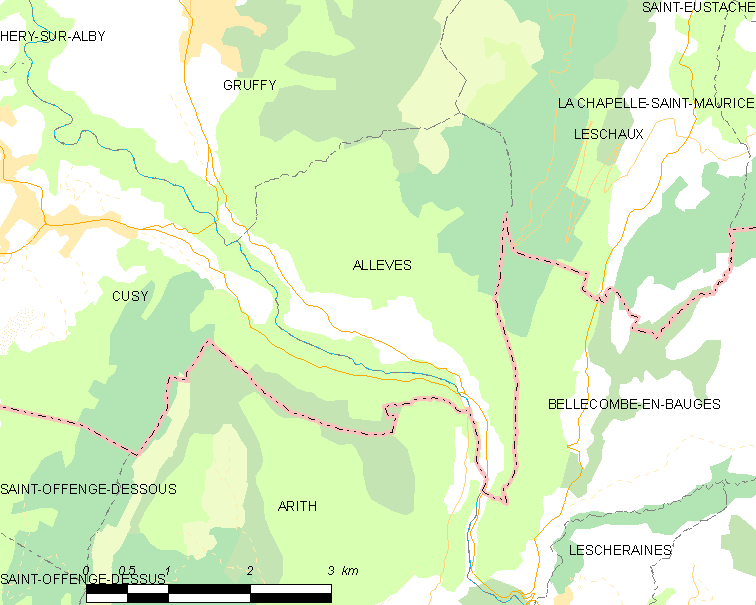
阿莱沃的OSM定位图

## 行政
阿莱沃的邮政编码为74540，INSEE市镇编码为74004。

## 政治
阿莱沃所属的省级选区为吕米伊县。

## 交通
上萨瓦省省道D5线经过阿莱沃境内，有客运巴士前往省会阿讷西。

## 人口

1962-2008年间阿莱沃人口变化图示

阿莱沃于2022年1月1日时的人口数量为404人。